# わ行
是指在日語五十音圖中的第十行。中所有的假名發音均以壓縮濁圓唇軟顎近音/ɰᵝ/為首，包括、等假名。其中、三個假名在日語演變後，已與、發音相同，因此現在三音已不使用，在五十音圖中此三音經常以空白表示。而在演變後也已與發音相同，但現今仍用於助詞，且在一些情況下仍會發為原音。
 -  -  -  -  -  -  -  -  - -  -  -  -  - 